# Romina Ressia
Romina Ressia (sinh ngày 11 tháng 3 năm 1981) là một nhiếp ảnh gia và nghệ sĩ đoạt nhiều giải thưởng đến từ Buenos Aires, Argentina. Cô nổi tiếng với sự lỗi thời và ảnh hưởng mạnh mẽ của thời Phục Hưng. Các tác phẩm của cô đã được đăng trên tạp chí The Huffington Post, Interview, Vanity Fair, Vogue Italia và The Wild Magazine, cùng với những tác phẩm khác. Wall Street International đã viết: "Nhiếp ảnh của Romina đã khiêu khích và thách thức chúng tôi đối đầu với những thứ có vẻ khó chịu nhưng vẫn đảm bảo chất lượng an ủi. Sự hòa hợp giữa sự thoải mái và khó chịu là một thứ mạnh mẽ tạo ra tiếng vang trong suốt quá trình luyện tập của cô ấy".

## Cuộc sống và sự nghiệp
Ressia sinh ngày 11 tháng 3 năm 1981 tại Azul, Buenos Aires, Argentina. Ở tuổi 19, cô chuyển đến Capital Federal để học tập, nơi cô tốt nghiệp như một kế toán viên với bằng Cử nhân quản trị kinh doanh tại Đại học Buenos Aires. Sau đó, cô đã từ bỏ những nghề đó để cống hiến mình cho nhiếp ảnh. Cô học nhiếp ảnh, hướng nghệ thuật và phong cảnh tại một số tổ chức, bao gồm Teatro Colón.
Cô bắt đầu chụp ảnh thời trang nhưng dần dần chuyển sang mỹ thuật, mạo hiểm ngoài nhiếp ảnh vào phương tiện truyền thông hỗn hợp. Tác phẩm của cô được trưng bày tại các phòng trưng bày ở Anh, New York, Thụy Sĩ và Ý, và chúng cũng được trưng bày tại các thành phố như Milan, Zurich, Paris và Buenos Aires.

## Tác phẩm
- Pop-Corn and Double Bubblegum, từ bộ truyện How Would Have Been, Argentina, 2013). Phần này là một phần của bộ sưu tập vĩnh viễn Columbus Museum of Art.[1]
- Sê-ri What Do You Hide
- Sê-ri Renaissance Cubism
- Sê-ri Not About Death[1]
- The modern world through classic eyes Paris, 2014. Nhà xuất bản: Yellow Korner. Ấn bản đầu tiên gồm 1.000 bản. ISBN 9782919469840

## Tác phẩm của nghệ sĩ
Các nghệ sĩ được đặc trưng bởi việc sử dụng các lỗi thời và juxtapositions cho phép để vẽ một thời gian mà từ đó để khám phá sự tiến hóa của con người và hành vi của họ như là cá nhân và như một tập thể.
"Sus imágenes se parecen más a un cuadro del Renacimiento que a una foto moderna y ahí radica su belleza. Romina usa con ironía la confrontación pasado/presente" 

## Đại diện thư viện
- Arusha Gallery - UK
- Arcadia Contemporary - New York
- Laurent Marthaler Contemporary - Switzerland & Italy